# Rustenfelde
Rustenfelde là một đô thị ở bang Thüringen Eichsfeld, Verwaltungsgemeinschaft Hanstein-Rusteberg.
Ristenfelde có diện tích 6,13 km2, dân số thời điểm 31 tháng 12 năm 2006 là 502 người.